# تپه گورستان آق محمد
تپه قبرستان آق محمد مربوط به دوران پیش از تاریخ ایران باستان - است و در شهرستان آزادشهر، بخش مرکزی، روستای پشمک توقتمش واقع شده و این اثر در تاریخ ۳۰ تیر ۱۳۸۴ با شمارهٔ ثبت ۱۲۲۴۵ به‌عنوان یکی از آثار ملی ایران به ثبت رسیده است.